# Manó Andrássy
Manó (Emmanuel) Graaf Andrássy van Csíkszentkirály en Krasznahorka (Kassa, 3 maart 1821 – Gorizia, 23 april 1891) was een adellijk lid van het Hongaarse parlement en van de Academie der Wetenschappen. Hij was een autodidactische schilder, karikaturist en kunstverzamelaar, en was betrokken bij de ontginning van ijzererts langs de Sajó-rivier. Ingevolge zijn belangrijke rol in de exploitatie van de metallurgie werd hij ook wel de "IJzeren graaf" genoemd.

## Familie
Manó Andrássy werd in 1821 geboren als zoon van Károly Andrássy en Etelka Szapáry.
Manó trad op 29 januari 1855 in het huwelijk met Gabriella Pálffy (°1833 - † 1914). Uit dit huwelijk zagen de volgende kinderen het levenslicht:
- Géza (°1857 - † 1938): keizerlijke en koninklijke kamerheer, reserve-luitenant in het 5e huzarenregiment, lid van de Hongaarse Academie van Wetenschappen, parlementslid.
- Irma Mária (°28 augustus 1858 - † 16 november 1925),
- Gábor (°1859 - † 1861),
- Etelka (°27 augustus 1861 - † 8 november 1927),
- Tibor (°1862 - † 1867),
- Natalia (°11 februari 1865 - † 6 april 1951);
- Karolina (°18 september 1867 - † 10 september 1937).

## Loopbaan

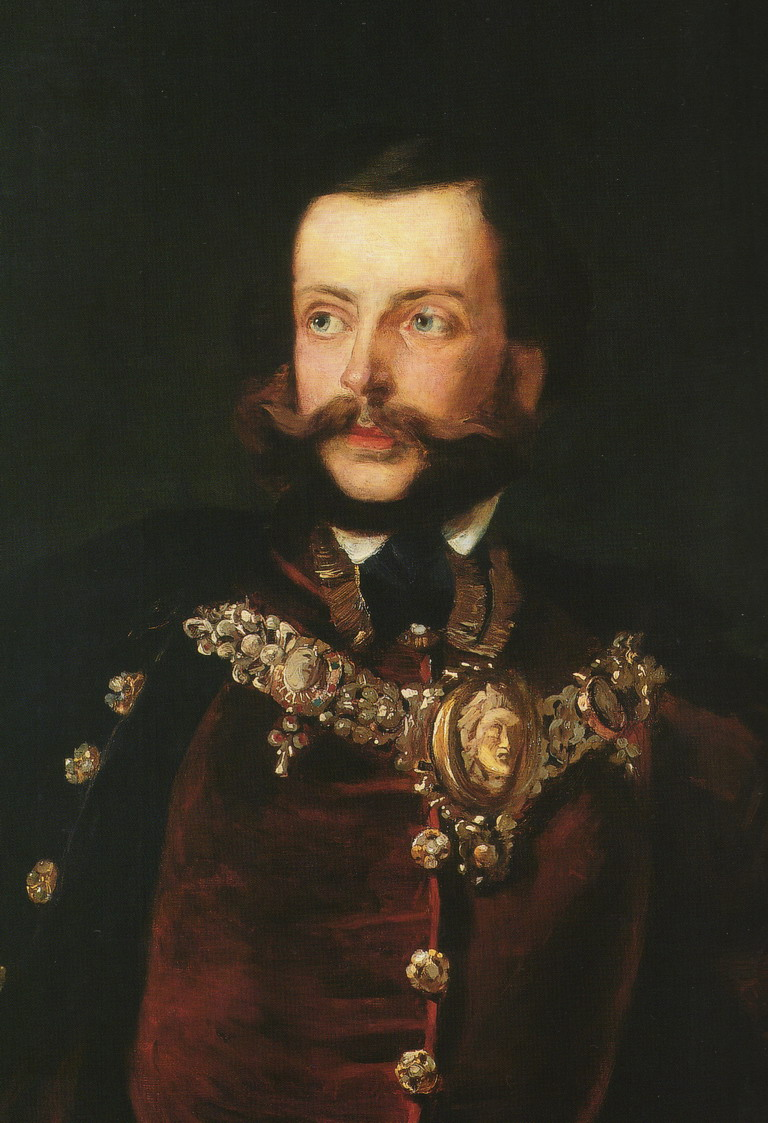
Andrássy Manó, zelfportret (1840)

Manó Andrássy begon zijn middelbare studie bij de paters Piaristen in Sátoraljaújhely, waar hij en zijn jongere broer, Gyula, tussen 1830 en 1832 in het internaat van het klooster onderwijs volgden.
In 1832/1833 vervolgden de twee samen hun opleiding in de hogeschool van de paters Piaristen in Tata. Terwijl ze in dezelfde klas zaten, was Manó, die twee jaar ouder was, steeds de betere leerling. Beide broers behoorden tot de besten, maar Manó stond altijd een paar plaatsen voor.
Manó begon het academische schooljaar 1833-1834 eveneens in Tata, maar maakte er het tweede semester niet af. Voor het ogenblik is niet geweten waar hij de drie jaren van het Hoger Middelbaar afwerkte. Wel is bekend dat hij aan de universiteit in Pest een doctoraat in de filosofie behaalde.
Reeds op betrekkelijk jonge leeftijd -na het beëindigen van zijn studie aan de universiteit- begon hij te reizen. Hij bracht tijd door in Spanje, Noord-Afrika en Marokko.
Toen hij terugkeerde in Hongarije, sloot hij zich samen met zijn broers aan, bij de liberale politiek en vertegenwoordigde het graafschap Torna in het parlement.
In 1848 en ook het jaar nadien, nam Manó deel aan de Hongaarse revolutie. Hij was betrokken bij de Slag bij Pákozd (29 december 1848). Na het mislukken van de vrijheidsstrijd (augustus 1849), vluchtte hij naar het buitenland. Hij reisde in Oost-Indië, Bengalen, Ceylon, Java en China, en schreef reisverslagen in zijn boek "Reis in Oost-Indië" waarvoor hij zelf de illustraties maakte. Zijn teksten waren dermate documentair en van hoge kwaliteit dat hij in zijn thuisland aangesteld werd:
- aanvankelijk, in 1858, als corresponderend lid van de Hongaarse Academie van Wetenschappen,
- en later, als volwaardig lid bij deze Academie.

Na zijn terugkeer in Hongarije leverde hij een verdienstelijke bijdrage voor de regulering van de rivier "Tisza" (verkorting van de loop mits het afsnijden van bochten).
Vanaf 1881 tot aan zijn dood in 1891 nam hij (als afgevaardigde van de Liberale Partij) deel aan de Nationale Vergadering voor de vertegenwoordiging van het district Rožňava. Als redenaar was hij niet uitmuntend, maar zijn praktische opmerkingen in de financiële commissie gaven zijn woorden veel gewicht. Hij was immers een vooraanstaande autoriteit op het gebied van mijnbouw en metallurgie.
In 1887 werd Manó Andrássy bekleed met de titel: "raadslid".

## Oeuvre

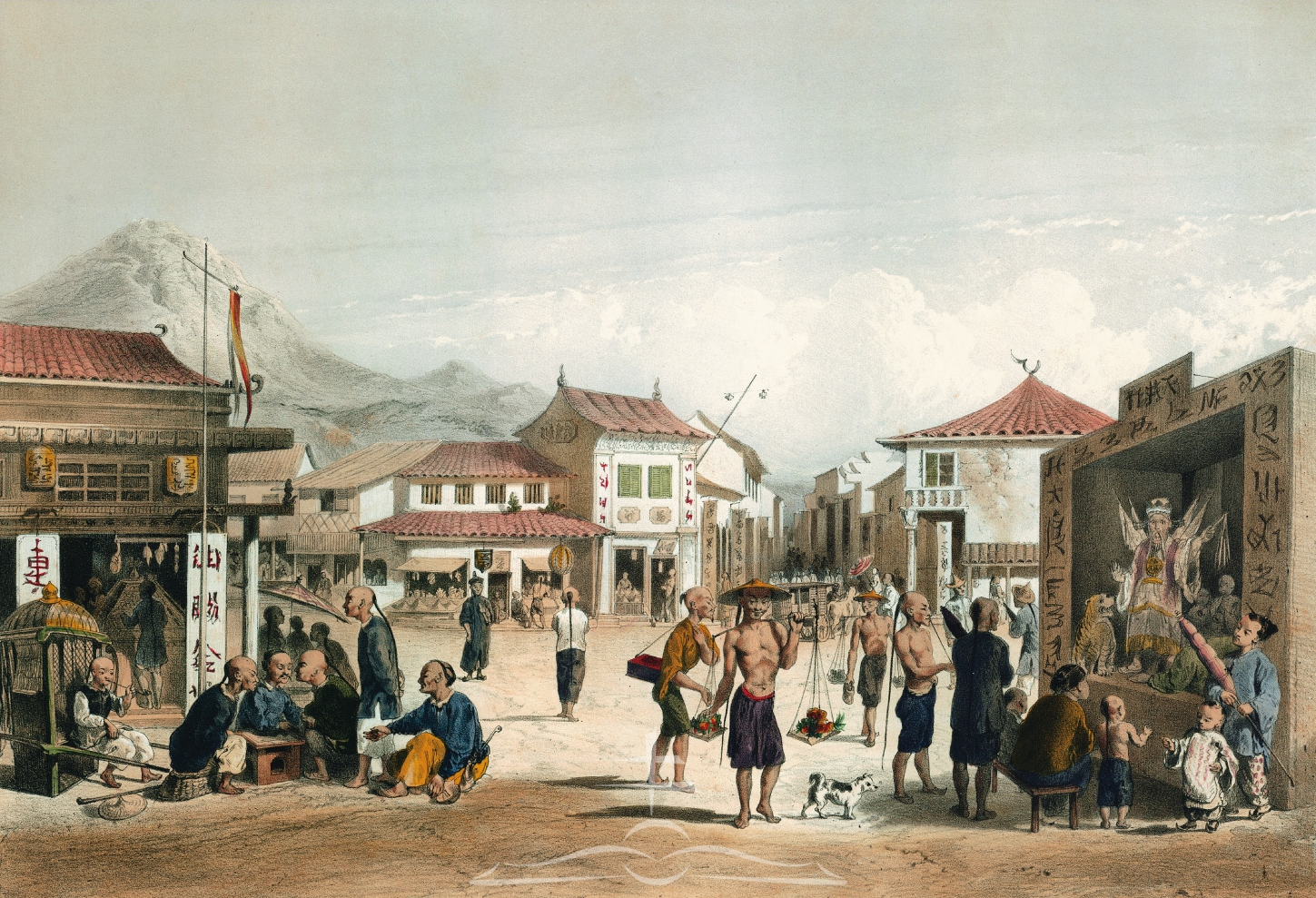
Straat in China. Illustratie getekend door Manó Andrássy.

Manó Andrássy liet een gevarieerd oeuvre na. Zijn karikaturen waren in heel het toenmalige Hongarije bekend, vermits hij regelmatig de ondeugden van het politieke en sociale leven in beeld bracht.
Hij was een autodidactisch schilder en zijn beroemdste schilderij is een zelfportret, dat hij in 1840 maakte op basis van een spiegelbeeld.
Manó bouwde omstreeks 1860 in de gemeente Parchovany een neogotisch kasteel waar hij een groot deel van zijn kunstverzameling in onderbracht.
Vanaf 1880 was hij bovendien eigenaar van het kasteel van Betliar dat hij:
- kunstminnend inrichtte,
- belangrijk verbouwde,

en waarvan hij het Engelse Park liet verfraaien..
Een groot deel van de kunst in het kasteel van Parchovany ging verloren tijdens een brand in 1901.
Andrássy stond ook bekend als weldoener, aangezien hij door schenking van honderd gouden munten lid werd van het "Genootschap voor Schone Kunsten" in Pest.
Zijn collectie antiquiteiten werd opgenomen in het Hongaarse Rijksmuseum.

## Overlijden
In 1891 werd Manó Andrássy ziek tijdens een reis, op weg naar een dochter. Hij onderging nog een heelkundige ingreep maar dit mocht niet meer baten: hij overleed op 23 april 1891.